# Songs for Tibet: The Art of Peace
Songs for Tibet: The Art of Peace (del inglés Canciones para el Tíbet: el arte de la paz) es un álbum compilatorio que cuenta con la contribución de diversos cantantes de diferentes partes del mundo. La selección de artistas incluye a Joan Armatrading, Jonatha Brooke, Jackson Browne, Vanessa Carlton, Garbage, Ben Harper, Imogen Heap, Rupert Hine, Dave Matthews, John Mayer, Moby, Alanis Morissette, Tim Reynolds, Damien Rice, Rush, Duncan Sheik, Guy Sigsworth, Regina Spektor, Sting, Tarira, Teitur, Underworld y Suzanne Vega.
Obra de la fundación Art of Peace Foundation, la venta del álbum busca recaudar fondos que son destinados para iniciativas sociales de paz y de preservación cultural en el Tíbet apoyando al Dalái lama. La campaña también busca desalentar el uso de la violencia alrededor del mundo y aboga por el cese de hostilidad hacia el Tíbet.

## Lista de canciones
| Disco uno |                                                            |                       |                                    |          |  |
| N.º       | Título                                                     | Escritor(es)          | Intérprete                         | Duración |  |
| 1.        | «Hide & Seek 2»                                            | Heap                  | Imogen Heap                        | 4:08     |  |
| 2.        | «Send Your Love» (Art of Peace mix)                        | Sting                 | Sting                              | 4:47     |  |
| 3.        | «Versions of Violence» (grabado en un vestidor en Colonia) | Morissette, Sigsworth | Alanis Morissette                  | 4:17     |  |
| 4.        | «Belief»                                                   | Mayer                 | John Mayer                         | 3:44     |  |
| 5.        | «Better» (a capela con piano)                              | Spektor               | Regina Spektor                     | 3:08     |  |
| 6.        | «We Are All Made of Stars» (2008)                          | Moby                  | Moby                               | 4:04     |  |
| 7.        | «Making Noise»                                             |                       | Damien Rice & The Cheshire Project | 4:05     |  |
| 8.        | «More Than This» (grabado en un campamento)                | Carlton               | Vanessa Carlton                    | 4:49     |  |
| 9.        | «Nothing Fades» (versión Kosen Rufu)                       | Sheik                 | Duncan Sheik                       | 4:28     |  |
| 10.       | «Where Are You Going» (live in Copenhague)                 | Matthews              | Dave Matthews & Tim Reynolds       | 4:03     |  |

| Disco dos |                                                |                                  |                   |          |  |
| N.º       | Título                                         | Escritor(es)                     | Intérprete        | Duración |  |
| 1.        | «Song of Sand» (versión Great City)            | Vega                             | Suzanne Vega      | 3:09     |  |
| 2.        | «All the Good in This Life»                    | Garbage                          | Garbage           | 4:20     |  |
| 3.        | «Hope» (grabado en vivo para The Art of Peace) | Alex Lifeson                     | Rush              | 2:23     |  |
| 4.        | «Madonna on the Curb» (Peace mix)              |                                  | Jonatha Brooke    | 3:33     |  |
| 5.        | «In These Times» (The Concord mix)             |                                  | Joan Armatrading  | 3:10     |  |
| 6.        | «All My Mistakes»                              | Jeff Cohen, Alex Ejsmont, Teitur | Teitur con Tarira | 3:58     |  |
| 7.        | «Alive in the World»                           | Browne                           | Jackson Browne    | 4:11     |  |
| 8.        | «Better Way» (en vivo en Six-Fours-Les-Plage)  | Harper                           | Ben Harper        | 5:00     |  |
| 9.        | «The Heart of the Matter» (Underlying mix)     | Hine                             | Rupert Hine       | 5:04     |  |
| 10.       | «To Heal (and Restore Broken Bodies)»          | Karl Hyde, Rick Smith            | Underworld        | 4:58     |  |